# Дона Ана (Њу Мексико)
Дона Ана (енгл. Doña Ana) насељено је место без административног статуса у америчкој савезној држави Њу Мексико.

## Демографија
По попису из 2010. године број становника је 1.211, што је 168 (-12,2%) становника мање него 2000. године.
| Група             | 2000.         | 2010.         |
| Белци             | 158 (11,5%)   | 120 (9,9%)    |
| Афроамериканци    | 6 (0,4%)      | 5 (0,4%)      |
| Азијати           | 7 (0,5%)      | 2 (0,2%)      |
| Хиспаноамериканци | 1.201 (87,1%) | 1.049 (86,6%) |
| Укупно            | 1.379         | 1.211         |